# Ținutul Mureș
Il Ținutul Mureș era uno dei 10 Ținut, suddivisione amministrativa di primo livello, in cui era diviso il Regno di Romania.
Comprendeva parte della Transilvania e della Terra dei Siculi.
Venne istituito nel 1938 a seguito della riforma amministrativa di stampo fascista attuata dal Re Carlo II di Romania.

## Distretti incorporati
I distretti vennero soppressi. I 9 che componevano il Ținutul Mării erano i seguenti:
- Distretto di Alba
- Distretto di Ciuc
- Distretto di Făgăraș
- Distretto di Mureș
- Distretto di Odorhei
- Distretto di Sibiu
- Distretto di Târnava Mare
- Distretto di Târnava Micǎ

Nel 1939 il Distretto di Năsăud passò al Ținutul Crișuri in cambio del Distretto di Turda.

## Stemma
Lo stemma è partizionato in 9 quadrati che simboleggiano i distretti. Quattro di questi formano una croce e sono di colore oro mentre i quattro agli angoli sono azzurri. Il quadrato centrale è rosso e in mezzo è raffigurata la corona utilizzata da Ferdinando I di Romania per l'incoronazione a Re di Romania avvenuta ad Alba Iulia il 15 ottobre 1922 ad Alba Iulia.

## Soppressione del Ținut
Con l'inizio della seconda guerra mondiale parte del territorio venne perso a favore della Bulgaria, a seguito del Trattato di Craiova.